# The Fear of Poverty
The Fear of Poverty è un film muto del 1916 diretto da Frederick Sullivan (con il nome Frederic Sullivan).

## Trama
Grace Lane, che ha sempre avuto paura della povertà, alleva la figlia Florence insegnandole che l'unica cosa importante è il lusso. Quando la ragazza diventa grande e ha dei corteggiatori, rifiuta Durland, quello povero, per sposare Alfred Griffin, un ricco playboy. Ma il marito si rivela subito per ciò che è: infedele e con le mani bucate. I due sposi ben presto giungono ai ferri corti. Tanto che Alfred, che ha deciso di uccidersi, prepara il suo suicidio meticolosamente, in modo che la moglie venga poi accusata di omicidio. Il piano sarà sventato dal maggiordomo che ha seguito tutti i suoi preparativi: la testimonianza scagiona Florence. Che ora è libera di tornare da Durland.

## Produzione
Il film fu prodotto dalla Thanhouser Film Corporation. Venne girato a Manhattan, nel Lower East Side.

## Distribuzione
Distribuito dalla Pathé Exchange (Gold Rooster Play), uscì nelle sale cinematografiche USA il 10 settembre 1916.